# Daniel Nivel
Daniel Nivel (* 30. November 1954) ist ein ehemaliger Angehöriger der französischen Polizeitruppe Gendarmerie nationale, der am 21. Juni 1998 in Ausübung seines Dienstes bei der Fußball-Weltmeisterschaft 1998 in Lens von mehreren deutschen Hooligans angegriffen wurde. Als er schon wehrlos am Boden lag, schlugen und traten sie weiter auf ihn ein.
Der damals 43-jährige Ehemann und zweifache Vater lag anschließend sechs Wochen im Koma. An den Folgen der Gewalttat leidet Nivel bis heute: Er ist halbseitig gelähmt und auf einen Rollstuhl angewiesen, auf einem Auge blind und kann nur mühsam sprechen. Er kann nichts mehr riechen und schmecken. Sechs der Hooligans wurden später zu Haftstrafen verurteilt, einer davon wegen versuchten Mordes zu zehn Jahren.

## Der Überfall und der anschließende Gerichtsprozess
Anlässlich des Vorrundenspiels Deutschland gegen Jugoslawien in Lens hatte die Polizei, die mit der Anreise von zahlreichen deutschen Fußballanhängern ohne Eintrittskarte rechnete, an einer zentralen Kreuzung in der Nähe des Bahnhofes der Stadt den Weg zum Stadion mittels einer Polizeikette abgeriegelt. Diese konnte nur von Eintrittskarteninhabern passiert werden. Eine Gruppe betrunkener deutscher Hooligans machte eine Seitengasse der Kreuzung als Schwachstelle aus, um die Polizeikette zu durchbrechen. In dieser engen Gasse bewachten lediglich drei uniformierte Polizisten, darunter Nivel, die abgestellten Polizeifahrzeuge. Mindestens ein halbes Dutzend Hooligans griffen die drei Polizisten unvermittelt an und rissen Nivel zu Boden; die beiden anderen Polizisten konnten entkommen.
Nivel verlor durch den ersten Schlag seinen Helm. Mehrere Hooligans traten auf den wehrlosen Nivel ein und schlugen mit einem Holzschild und einem metallenen Gewehraufsatz auf ihn ein. Durch die Schläge auf den Kopf erlitt Nivel eine Schädelfraktur. Videoaufnahmen wurden im späteren Gerichtsprozess als Beweismittel verwendet.
Das Landgericht Essen verurteilte 1999 vier der Angreifer zu Haftstrafen zwischen dreieinhalb und zehn Jahren wegen gemeinschaftlich begangener schwerer Körperverletzung bzw. versuchten Mordes. Der Prozess gegen einen weiteren Täter, der dem Bones MC angehört hatte und in Frankreich festgenommen worden war, fand vom 9. Mai bis 22. Mai 2001 vor der Cour d’Assises von Saint-Omer statt. Er wurde zu fünf Jahren Haft und einem zehnjährigen Einreiseverbot nach Frankreich verurteilt. Im April 2002 wurde er wegen guter Führung vorzeitig aus der Haft entlassen, war jedoch schon wenige Wochen später zur WM 2002 in Hannover wieder in eine Schlägerei verwickelt. Ein weiterer Täter wurde 2003 vom Landgericht Bochum zu drei Jahren und vier Monaten Haft verurteilt.
Zwei der Täter schlossen sich später den Hells Angels an.
An der Stelle, an der Nivel angegriffen wurde (50° 25′ 45″ N, 2° 49′ 22″ O), wurde die Gasse samt der umliegenden Häuser in den 2010er-Jahren abgerissen und in eine Grünfläche umgewandelt. Eine Hinweistafel oder eine vergleichbare Form der Erinnerung an den Angriff besteht vor Ort nicht.

## Ehrungen für Daniel Nivel
Nach dem Überfall wurde Nivel, obgleich dauerhaft nicht mehr dienstfähig, um einen Dienstgrad befördert: vom Maréchal des logis-chef (etwa Feldwebel/Polizeimeister) zum Adjutant (Oberfeldwebel/Polizeiobermeister).
Der kroatische Trainer Miroslav Blažević trug während der Weltmeisterschaft aus Respekt ein Képi der französischen Gendarmerie.
Am 20. September 1998 fand im Kehler Rheinstadion ein prominent besuchtes Benefizspiel für Daniel Nivel statt, dessen Erlös von ca. 500.000 Mark an seine Familie ging. Bereits zuvor waren 1,5 Millionen Mark gespendet worden.

### Bundesverdienstkreuz
Kurz vor dem Nations-League-Spiel Frankreich gegen Deutschland in Paris am 16. Oktober 2018 übergab der damalige deutsche Außenminister Heiko Maas Nivel das Bundesverdienstkreuz.

### Daniel-Nivel-Stiftung
Im August 2000 wurde unter Beteiligung des Deutschen Fußball-Bunds (DFB) und der FIFA die Daniel-Nivel-Stiftung mit Sitz in Zürich gegründet. Die Stiftung verfolgt das Ziel, „die Ursachen der Gewalt, die sich vor, während und nach Veranstaltungen im Fussballsport ereignen, zu erforschen, durch präventive Massnahmen zu verhindern sowie den Opfern von Gewaltanwendung Hilfe zu gewähren“. Präsident des Vorstandes war Sepp Blatter. Im Jahre 2024 wurde beschlossen, die Schweizer Stiftung aufzulösen und die Daniel-Nivel-Stiftung als Treuhandstiftung unter dem Dach der Egidius-Braun-Stiftung fortzusetzen. Die für die Stiftungsarbeit erforderlichen Mittel werden vom DFB bereitgestellt.

### Ehrengast des DFB
Der DFB schenkte im November 2005 Nivel und seiner Familie Karten für die Spiele der Fußball-Weltmeisterschaft 2006. Nivel besuchte zusammen mit Alt-DFB-Präsident Egidius Braun und mehreren anderen Prominenten das Vorrundenspiel Deutschland gegen Polen am 14. Juni 2006 im Dortmunder Westfalenstadion.
Nivel war später regelmäßig Gast der DFB-Delegation bei Spielen in Frankreich. Auch zum Auftakt der Europameisterschaft 2016 in Frankreich war er als Gast des DFB beim deutschen Auftaktspiel gegen die Ukraine im Stadion.

### Daniel-Nivel-Cup
Von 2001 bis 2017 fand jährlich der Daniel-Nivel-Cup statt, seit 2003 in Leipzig. Er wurde als zweitgrößtes Hobbyfußballturnier Europas bezeichnet. Mit dem Tod des Gründers und Organisators Pedro Feller endete die Turnierserie.